# زملول ثلاثي الحجب
زملول ثلاثي الحجب (الاسم العلمي: Exobasidium triseptatum) هو نوع من الفطريات يتبع جنس الزملول من الفصيلة الزملولية.